# Audrey Hepburn
Audrey Hepburn (Bruxelles, Belgija, 4. svibnja 1929. – Tolochenaz kod Lausanne, Švicarska, 20. siječnja 1993.), filmska i kazališna glumica nagrađena Oscarom, manekenka i humanitarka.
Rođena je kao Audrey Kathleen Ruston u Bruxellesu i bila je jedino dijete Josepha Victora Anthonyja Rustona, irskog bankara, i barunice Elle van Heemstra, pripadnice nizozemske aristokracije čiji su preci bili francuski i engleski kraljevi, a otac bivši guverner Francuske Gvajane. Audreyin je otac tek kasnije svojem prezimenu dodao Hepburn. Imala je dva polubrata, Alexandera i Iana Quarles van Ufford, iz majčinog prvog braka s nizozemskim plemićem.
Hepburn je slovila za skromnu, dragu i šarmantnu osobu, kojoj su uvijek drugi bili na prvom mjestu. To je posebno pokazala kad se već bližio kraj njezinog života svojim radom za UNICEF kao veleposlanica dobre volje.

## Životopis

### Život tijekom 2. svjetskog rata
Hepburn je pohađala privatne škole u Engleskoj i Nizozemskoj. Njezina je majka bila veoma stroga, a njezin otac prava suprotnost tome pa je zato više voljela njega. On je ostavio obitelj kad je Audrey bila mala. Kasnije je njegovo napuštanje nazvala najtraumatičnijim trenutkom u svom životu (kasnije je pronašla oca i slala mu je novac i pisma). Godine 1935., nakon razvoda njenih roditelja, živjela je s majkom u Arnheimu, u Nizozemskoj, kad je započela njemačka invazija i okupacija za vrijeme drugog svjetskog rata. Tada je uzela pseudonim Edda Van Heemstra zato što se ime koje "zvuči engleski" smatralo opasnim, ali to joj nikad nije bilo legalno ime. ime Edda bilo je inačica imena njezine majke, Ella.
Nakon iskrcavanja saveznika na dan D stanje pod njemačkim okupatorom bilo je sve gore. Tijekom nizozemske gladi u zimu 1944. Nijemci su zaplijenili ograničene količine hrane Nizozemaca za sebe. Bez grijanja u domovima i bez hrane, ljudi su u Nizozemskoj gladovali i umirali na ulicama od hladnoće. Zbog pothranjenosti je Audrey ozbiljno oboljela. Ostajala je u krevetu i čitala kako ne bi razmišljala o gladi i plesala je balet kako bi sakupila novac za pokret otpora. Ta su teška vremena utjecala na njezin život i vrijednosti.

### Uspon do zvijezda
Nakon rata su se Audrey i njezina majka preselile u London gdje je ona učila plesati balet, radila kao model i 1951. počela glumiti u filmovima, većinom u malim ulogama. Glumom se prvenstveno počela baviti zbog zarade kojom je pomagala svojoj majci. Njezina prva velika uloga bila je u filmu iz 1951. - The Secret People u kojem je glumila balerinu. Audrey je plesala balet od djetinjstva i dobila je pohvale za svoj talent kojeg je i pokazala u filmu, ali njezini su je učitelji proglasili previsokom za profesionalno bavljenje baletom. Odabrana je za igranje naslovne uloge u Broadwayskoj glazbenoj komediji Gigi koja je premijerno prikazana 24. studenog 1951. Za svoju je debitantsku ulogu dobila nagradu "Theatre World Award".
Zatim joj je ponuđena uloga u filmu Praznik u Rimu s Gregoryjem Peckom. Za svoju je glumu 1953. godine osvojila Oscara za najbolju glumicu. Godinama kasnije, kad ju je Barbara Walters pitala koji je njezin najdraži film, Hepburn je bez oklijevnja odgovorila - Praznik u Rimu, zato što ju je taj film učinio zvijezdom.

### Hollywood
Nakon Praznika u Rimu Hepburn je s Humphreyem Bogartom i Williamom Holdenom snimila Sabrinu, a s Holdenom je imala i kratku romansu. Mnogi misle da je Holden smatrao Audrey ljubavi svog života. Godine 1954.  Audrey je glumila u predstavi Ondine s Melom Ferrerom, za kojeg se udala kasnije te godine. Za glumu u Ondine dobila je nagradu Tony za najbolju glumicu koja je došla samo šest tjedana nakon Oscara za Praznik u Rimu i Hepburn je tako potvrdila svoj ugled kvalitetne filmske i kazališne glumice.
Hepburn se profilirala kao jedna od najpopularnijih glumica Hollywooda. Marilyn Monroe nije bila jedina koja je predsjedniku Johnu F. Kennedyju pjevala "Happy Birthday, Mr. President" za njegov rođendan. Za Kennedyjev sljedeći (i posljednji) rođendan, 29. svibnja 1963., Hepburn, predsjednikova najdraža glumica, pjevala mu je "Happy Birthday, dear Jack".
Postavši jednom od najpopularnijih hollywoodskih atrakcija, Audrey Hepburn je glumila u filmovima s drugim velikim glumcima kao što su Fred Astaire u Smiješnom licu, Humphrey Bogart i Gary Cooper u Ljubavi poslijepodne, George Peppard u Doručku kod Tiffanyja, Cary Grant u Charadeu, Rex Harrison u My Fair Lady, Peter O'Toole u Kako ukrasti milijun i Sean Connery u Robin i Marian. Mnogi su se od tih glumaca zbližili s njom. Rex Harrison je Audrey zvao svojom najdražom glavnom glumicom; Cary Grant je jednom rekao da "sve što želi za Božić je snimiti još jedan film s Audrey Hepburn"; a s Gregoryjem Peckom je ostala prijateljica cijelog života. Nakon njezine smrti Peck je pred kamerom recitirao njezinu najdražu pjesmu, "Unending Love" (Ljubav koja ne prestaje).
Holly Golightly, koju Hepburn glumi u Doručku kod Tiffanya postala je jedna od najvećih filmskih ikona 20. stoljeća, a s njom se može mjeriti i uloga Elize Doolittle u My Fair Lady. Od 1967., nakon petnaest uspješnih godina u filmskom svijetu, Hepburn je samo povremeno glumila. Nakon razvoda od prvog supruga Mela Ferrera, udala se za talijanskog psihijatra Dr. Andrea Dottia s kojim je dobila drugog sina. Nakon razvoda od Dottia pokušala se 1976. vratiti na filmsko platno ulogom u Robin i Marian sa Seanom Conneryem. Film je bio uspješan, ali nije odgovarao već uobičajenim standardima hit-filmova Audrey Hepburn. Na veliko iznenađenje svih, odbila je ulogu bivše balerine u filmu The Turning Point (ulogu je dobila Shirley MacLaine i to je bio film koji ju je proslavio). Hepburn je kasnije izjavila da najviše žali zbog odbijanja te uloge. Ponovno se vratila 1979. u filmu Bloodline (Krvna linija), ali taj film nije dobro prošao ni kod kritičara ni kod publike.
Jedna od posljednjih uloga Audrey Hepburn bila je u modernoj komediji They All Laughed (Svi su se smijali) u kojoj je glumila s Benom Gazzarom. Redatelj filma bio je Peter Bogdanovich. Kritičari su pohvalili film, ali on je ostao u sjeni brutalnog ubojstva jedne od glumica, Bogdanovicheve djevojke, Dorothy Stratten. Film je počeo s prikazivanjem nakon njezinog ubojstva i nije bio veliki hit.

### Rad za UNICEF
Nakon svojeg posljednjeg filma proglašena je posebnom veleposlanicom UNICEF-a. Zbog svojih je iskustava tijekom 2. svjetskog rata odlučila ostatak svog života posvetiti pomaganju djeci iz najsiromašnijih zemalja.
Iako je za UNICEF radila i tijekom 1950ih sada se puno više posvetila tom radu. Posjećivala je zemlje u Africi i južnoj Aziji. Željela je i sama pomoći, ali i proširiti svijest o uvjetima u kojima ti narodi žive. Neumorno je radila za UNICEF čak i u posljednjim mjesecima svog života.
Za svoj je humanitarni rad dobila i nagrade, između ostalog i Medalju slobode koju joj je 1992. uručio američki predsjednik George Bush.

### Brakovi i smrt
Početkom 1950ih je bila zaručena za Jamesa Hansona. Međutim, odustala je od tog braka kad je već datum vjenčanja bio određen, a vjenčanica kupljena, zbog Hansonove i njezine zahtjevne karijere zbog koje bi veći dio vremena bili razdvojeni. Vjenčanicu je poklonila siromašnom talijanskom paru koji je još uvijek ima.
Hepburn se kasnije ipak udala, i to dva puta: za američkog glumca Mela Ferrera i talijanskog liječnika Andrea Dottia. S Ferrerom je dobila sina Seana (1960.), a s Dottijem sina Lucu (1970.). Mela Ferrera je upoznala na zabavi kod Gregoryja Pecka i odmah se u njega zaljubila. Za njega se udala 25. rujna 1954. Brak je trajao 14 godina, sve do 5. prosinca 1968. Nakon raspada braka Hepburn je srela talijanskog psihologa, Andrea Dottija, u kojeg se zaljubila tijekom jednog krstarenja. Za njega se udala 18. siječnja 1969. Taj je brak trajao trinaest godina i raspao se 1982. kad su Luca i Sean bili dovoljno stari za život sa samohranom majkom.
Prije smrti partner joj je bio Robert Wolders kojeg je upoznala preko prijatelja još tijekom braka s Dottijem. Šest mjeseci kasnije ponovno su se našli na piću koje se pretvorilo u večeru. Zaljubili su se, i nakon Audreyinog razvoda od Dottija započeli zajednički život, iako se nikad nisu vjenčali.
Godine 1992. je Hepburn počela osjećati bol u trbuhu za koju se ispostavilo da je posljedica rijetke vrste raka slijepog crijeva. Operirana je u Los Angeleskoj bolnici, ali rak se nastavio širiti, a ona je odbila kemoterapiju. Hepburn je preminula 20. siječnja 1993. u Tolochenazu u Švicarskoj. Ipak, ostala je zapamćena kao jedna od najljepših glumica koja se ikad pojavila na filmu.

## Filmografija
- Nizozemski u sedam lekcija (1948.) (dokumentarac)
- Monte Carlo Baby (1951.)
- Smijeh u raju  (Laughter in Paradise; 1951.)
- One Wild Oat (1951.)
- The Lavender Hill Mob (1951.)
- Young Wives' Tale (1951.)
- The Secret People (1952.)
- We Will Go to Monte Carlo (1952.) (francuska verzija Monte Carlo Baby)
- Praznik u Rimu (Roman holiday; 1953.)
- Sabrina (1954.)
- Rat i mir (War and peace; 1956.)
- Smiješno lice (1957.)
- Ljubav poslije podne (Love in the Afternoon; 1957.)
- Green Mansions (1959.)
- The Nun's Story (1959.)
- The Unforgiven (1960.)
- Doručak kod Tiffanyja (Breakfast at Tiffany's; 1961.)
- The Children's Hour (1961.)
- Šarada (Charade; 1963.)
- Paris, When It Sizzles (1964.)
- My Fair Lady (1964.)
- Kako ukrasti milijun (How to Steal a Million; 1966.)
- Two for the Road (1967.)
- Sama u tami (Wait Until Dark; 1967.)
- Robin i Marian (1976.)
- Krvna linija (Bloodline; 1979.)
- Svi su se smijali (They All Laughed; 1981.)
- Ljubav među lopovima (Love Among Thieves; 1987.) (TV)
- Uvijek (Always; 1989.)

## Nagrade
Godine 1953. je osvojila Oscara za najbolju glumicu u filmu Praznik u Rimu. Još je četiri puta bila nominirana za najbolju glumicu; za Sabrinu (1954.), The Nun's Story (1959.), Doručak kod Tiffanya (1961.) i Sama u tami (1967.)
Audrey Hepburn je jedna od onih ljudi koji su uspjeli osvojiti Emmyja, Grammyja, Oscara i Tonyja (kazališno ostvarenje).
- Oscar: najbolja glumica za Praznik u Rimu (1953.)
- Tony: najbolja glumica za Ondine (1954.) i posebna nagrada za ostvarenja (1968.)
- Grammy: najbolji (govoreni) album za djecu (1993.) za Začarane priče Audrey Hepburn (postumno)
- Emmy: Izvanredno ostvarenje (1993.) za "Cvjetne vrtove", epizodu njezine dokumentarne serije Vrtovi svijeta (postumno)

| Prethodnik Shirley Booth | Oscar za najbolju glavnu glumicu (1953.) | Nasljednik Grace Kelly |

## Biografski film
Do danas je snimljen samo jedan biografski film o životu Audrey Hepburn. Snimljen je kao televizijski film 2000. godine i nazvan je Priča o Audrey Hepburn (The Audrey Hepburn Story). U njemu naslovnu ulogu ima Jennifer Love Hewitt. Hewitt je bila i koproducentica filma, koji je primio loše kritike zbog raznih pogrešnih činjenica i glume Jennifer Love Hewitt. Film završava snimkom prave Audrey Hepburn koja je nastala tijekom jedne od njezinih posljednjih misija pri UNICEF-u. U nekim je zemljama emitiran kao mini-serija (u Hrvatskoj).

## Poštanska marka
Godine 2003. Poštanski ured SAD-a izdao je poštansku marku u njezinu čast. Za marku je iskorištena jedna od promotivnih fotografija za njezin film Sabrina. Hepburn je jedna od rijetkih osoba koja nije Amerikanka, a koja je time bila počašćena.

## Vanjske poveznice
- Službena stranica  Arhivirana inačica izvorne stranice od 28. prosinca 2017. (Wayback Machine)
- Audrey Hepburn u internetskoj bazi filmova IMDb-u (engl.)
- Humanitarni rad